# La Bazouge-des-Alleux
La Bazouge-des-Alleux település Franciaországban, Mayenne megyében. Lakosainak száma 550 fő (2022. január 1.). La Bazouge-des-Alleux Châlons-du-Maine, Commer, Gesnes, Martigné-sur-Mayenne és Montsûrs községekkel határos.

## Népesség
A település népességének változása:
| Lakosok száma | 286  | 249  | 261  | 353  | 522  | 534  | 544  | 561  | 557  | 550  |
|               | 1968 | 1982 | 1990 | 2006 | 2013 | 2015 | 2017 | 2019 | 2020 | 2022 |